# Zackary Arthur
Zackary Arthur (Los Angeles, 12 settembre 2006) è un attore statunitense, noto per aver interpretato Sammy Sullivan in La quinta onda e Zack Novak nelle serie Transparent. Ha recitato anche nel ruolo ricorrente del giovane Jeff Piccirillo nella serie Kidding - Il fantastico mondo di Mr. Pickles e come protagonista nella serie Chucky.

## Biografia
Zackary Arthur è nato a Los Angeles il 12 settembre 2006, terzo figlio della cantante, produttrice e sceneggiatrice Marci Richmond e di un ex pompiere. Ha un fratello, Aiden, anch'egli attore ed una sorella, Hayley. Arthur ha debuttato come attore nel 2014. Ha interpretato Zack Novak nella serie di Amazon Studios Transparent accanto a Jeffrey Tambor, che ha vinto il Golden Globe per Best Actor – Television Series Musical or Comedy.
Arthur ha interpretato uno dei ruoli principali, quello di Sammy Sullivan, nel film La quinta onda, e diretto da J Blakeson ed interpretato anche da Chloë Grace Moretz e Nick Robinson. Era uno delle centinaia di giovani attori che hanno fatto il provino per il ruolo. Il film è uscito il 22 gennaio 2016 distribuito dalla Columbia Pictures. Nel 2017 ha interpretato il ruolo di Josh Ryan nel film horror Mom and Dad. Nel 2021 ha recitato nella serie televisiva Chucky nel ruolo del protagonista Jake Wheeler.

## Filmografia

### Attore

#### Cinema
- Trust Me, regia di Pete Pepe - cortometraggio (2014)
- Surviving a Funeral, regia di Neale Hemrajani - cortometraggio (2014)
- Turned, regia di Adam Bolt - cortometraggio (2015)
- La quinta onda (The 5th Wave), regia di J Blakeson (2016)
- Don't Come Back from the Moon, regia di Bruce Thierry Cheung (2017)
- Mom and Dad, regia di Brian Taylor (2017)
- Mississippi Requiem, regia di Arkesh Ajay, Kelly Pike, Jerell Rosales e Marta Savina (2018)
- These Things Take Time, regia di Jerell Rosales - cortometraggio (2018)
- Thomas and the Magic Railroad: 20th Anniversary Celebration, regia di Eric Scherer (2020) uscito in home video
- The American Boys, registi vari (2020)
- Hero Dog: The Journey Home, regia di Richard Boddington (2021)
- Secret Agent Dingledorf and His Trusty Dog Splat, regia di Billy Dickson (2021)
- Jill, regia di Steven Michael Hayes (2021)

#### Televisione
- Best Friends Whenever – serie TV, 1 episodio (2015)
- The Half of It, regia di James Burrows – film TV (2015)
- Grey's Anatomy – serie TV, 1 episodio (2016)
- Pals, regia di Zachary Gordon – film TV (2016)
- Teachers – serie TV, 3 episodi (2016-2017)
- Ray Donovan – serie TV, 1 episodio (2017)
- S.W.A.T. – serie TV, 1 episodio (2018)
- Better Things – serie TV, 1 episodio (2019)
- Transparent – serie TV, 19 episodi (2014-2019)
- Kidding - Il fantastico mondo di Mr. Pickles (Kidding) – serie TV, 3 episodi (2018-2020)
- Borrasca – serie TV, 2 episodi (2020)
- Chucky – serie TV, 24 episodi (2021-2024)

### Doppiatore
- Spongebob Squarepants 4D Attraction: The Great Jelly Rescue, regia di Brent Young - cortometraggio (2013) non accreditato

## Doppiatori italiani
Nelle versioni in italiano delle opere in cui ha recitato, Zackary Arthur è stato doppiato da:
- Alessandro Carloni in La quinta onda
- Lorenzo D'Agata in Mom and Dad
- Vittorio Thermes in Chucky